# Авксоний
Авксоний (лат. Auxonius) — римский политический деятель второй половины IV века.
Около 362 года Авксоний находился на посту корректора Тусции. В 366 году он был викарием диоцеза Азия. В 367 году Авксоний занял должность префекта претория Востока благодаря влиянию Клеарха. На этом посту он проявил большую эффективность в обеспечении римской армии в ходе Готской войны. По его приказу Евномий был сослан в Мавретанию за то, что якобы в своем поместье укрывал узурпатора Прокопия.